# Mi hermana Antonia
Mi hermana Antonia es un relato del escritor Ramón María del Valle-Inclán, publicado en (1909)
Valle-Inclán se inspiró en la Casa del Cabildo para escribir esta historia ambientada en el Santiago de Compostela de principios del siglo XX. Narra la venganza del estudiante Máximo Bretal, enamorado de Antonia y rechazado por su madre. Tras un pacto diabólico, un gato, al que la nodriza Basilisa corta las orejas, atormenta a la anciana. Muerta ésta, Antonia aparece, misteriosamente, en el tejado de la casa familiar y el estudiante Bretal tiene una venda en las orejas.
- Datos: Q11692346